# Бенталова метода
Бенталова метода је операција која се изводи у циљу исправљања дефеката на аорти. Процедура подразумева замену корена аорте (база аорте) и валвуле (три залистка који обезбеђују једносмерни проток крви од срца до аорте) и поновну имплантацију коронарних артерија (које се гранају из узлазног дела аорте).  Ова операција се користи за лечење комбиноване болести аортног залистка и асцендентне аорте, укључујући лезије повезане са Марфановим синдромом.

## Историја
Бенталову методу први су описали 1968. године Хју Бентал и Антони Де Боно.  Сматра се стандардом за особе којима је потребна замена корена аорте, након које велика већина појединаца који се подвргну операцији добијају механичке залиске. 

## Релевантна анатомија
Аорта је највећа артерија која излази из срца и грана се у мање артерије прекоко којих се дистрибуира крв засићену кисеоником у све делове тела. Анатомски се може поделити на:
- асцендентну аорту (део који се уздиже из срца),
- аортни лук (део који се савија изнад срца),
- силазну грудну аорту (део који се налази у груднуој дупљи).
- трбушну или абдоминалну аорту (део који почиње на дијафрагми), која се дели на надбубрежну и подбубрежну аорту.

## Индикације
Бенталлова операција је индикована за следећа стања на аорту:
- аортна регургитација (цурење аортног залистка),
- марфанов синдром (генетска болест која узрокује слабост зида аорте),
- дисекција аорте (одвајање слојева зида аорте),
- анеуризма аорте (увећање аорте).

## Процедура
Бенталова метода се изводи под општом анестезијом. Током операције, прави се рез дуж средине грудног коша како би се открило срце. Током интервенције активност срца се привремено заустављена како би  хирург могао да изврши операцију, а проток крви се преусмерава на машину за вештачки крвоток.
Овом методом се оболели део аорте исеца и уклања а аортни залистак се детаљно прегледа, и ако је оболео и он  се уклања. Зтим се сецирају коронарне артерије, заједно са великим аортним дугметом околног зида аорте. Потом се вештачки трансплантат који има механички или биопротетски залистак  шије на крајеве аорте. У графту се стварају две рупе у које се ушивају припоји коронарних артерије. Да ли је замена залисткаа успела утврђује се пропуштањем крви у то подручје и проверава да ли има било каквог цурења крви. Када се поправка заврши, рез на грудном кошу се зашије и превије.
Бенетова метода обично траја мање од 5 сати.  

## Постоперативни ток
Након операције, болесник се премешта у у јединицу интензивне неге ун којој се постоперативно прате витални знаци. 
Након отпуштања из болнице пацијент мора да се придржава следећих савета:
- повећајте своју активност прогресивно што је подношљиво
- избегавајте било какву енергичну активност до 12 недеља након операције
- не дижите никакве тешке терете првих неколико недеља након операције

## Компликације
Као и код свих хируршких захвата, Бенталова метода може бити повезана са одређеним компликацијама. Неке од ових компликација укључују:
- аритмије (неправилан рад срца)
- пнеумонију (инфекција плућа)
- септички шок (тешка инфекција и упала)
- крварење
- инфекције рана
- поремећаји проводљивости,
- неуролошки поремећај
- хепатичну и бубрежну инсуфицијенција (затајење јетре и бубрега)